# Михайлов, Владислав Павлович
Владислав Павлович Михайлов (род. 23 декабря 2000) — российский хоккеист, нападающий.

## Биография
Умел кататься на коньках с трёх лет и вскоре стал обучаться в хоккейной школе «Белые медведи», первый тренер Владимир Николаевич Солдатов. В финале первенства России среди юношей 2015 года сыграл за ЦСКА пять матчей, в которых набрал 3 (1+2) очка. Чуть позже на Кубке СМП Банка выступил за московское «Динамо». В сезоне 2016/17 дебютировал в команде МХЛ ХК МВД (Балашиха), со следующего сезона команда стала называться МХК «Динамо» Москва. В апреле 2017 года подписал трёхлетний контракт с «Динамо».
В сезоне 2018/19 также провёл пять матчей за аффилированную с «Динамо» команду ВХЛ «Буран» Воронеж. 17 января 2019 года в гостевой игре со СКА (1:3) дебютировал в КХЛ. 18 сентября 2019 года подписал двухлетнее двухстороннее соглашение с «Динамо». Сезон 2020/21 провёл в команде ВХЛ «Динамо» Красногорск, обладатель Кубка Харламова. 29 апреля 2021 года подписал аналогичный контракт. 29 апреля 2023 года подписал квалификационное предложение, 1 июня заключил двухсторонний двухлетний контракт.
Участник юниорского чемпионата мира 2018 года.